# Anténor Firmin
Joseph-Anténor Firmin (1850–1911), ou simplesmente Anténor Firmin, foi um antropólogo haitiano, jornalista e político. Firmin é mais conhecido por seu livro De l'égalité des races humaines (em português:  Da igualdade das raças humanas), que foi publicado em resposta ao livro do escritor francês Arthur de Gobineau, Essai sur l'inégalité des races humaines (Em português: Um ensaio sobre a desigualdade das raças humanas). O livro de Gobineau afirmava a superioridade da suposta raça ariana e a inferioridade dos negros e de outras pessoas de cor.
O trabalho de Firmin, publicado em 1885, argumentava o oposto, que "todos os homens possuem as mesmas qualidades e os mesmos defeitos, sem distinção de cor ou forma. As raças são iguais". Ele foi ridicularizado na época, por suas crenças de que todas as raças humanas eram iguais.
Firmin foi pioneiro na integração de raça e antropologia física e talvez tenha sido o primeiro antropólogo negro. Seu trabalho foi reconhecido não apenas no Haiti, mas também entre estudiosos de africanos como um trabalho pioneiro de negritude. Teve um grande impacto em Jean Price-Mars, o fundador da etnologia haitiana e no antropólogo norte-americano Melville Herskovits.
Nascido em Cap-Haïtien, Firmin trabalhou nas áreas de educação, política e diplomacia. Ele fundou o Le Messager du Nord, uma publicação política e literária.

## Trabalhos notórios
- De l'Égalité des Races Humaines - publicado em 1885
- Haïti et la France - publicado em 1891
- Une Défense - publicado em 1892
- Diplomate et Diplomatie - publicado em 1898
- M. Roosevelt, Président des Etats-Unis et la République d'Haïti - publicado em 1905
- Lettres de Saint-Thomas - publicado em 1910